# Szenegáli fülesmaki
A szenegáli fülesmaki (Galago senegalensis) az emlősök (Mammalia) osztályának a főemlősök (Primates) rendjébe, ezen belül a fülesmakifélék (Galagidae) családjába tartozó faj.

## Előfordulása
A szenegáli fülesmaki Afrikában él, a Szaharától délre, kivéve az esőerdőket.

## Alfajai
- Galago senegalensis senegalensis
- Galago senegalensis braccatus
- Galago senegalensis dunni
- Galago senegalensis sotikae

## Megjelenése
Az állat testhossza 16-20 centiméter, farokhossza 23-25 centiméter és testtömege 100-300 gramm. Bundájának színezete szürke vagy piszkos vörösessárga. Hasi része világosabb. Szeme rendkívül érzékeny. Pupillája nappal résnyire szűkül, csak éjjel tágul ki teljesen, hogy az állat látása optimális legyen. Sérülések elkerülése érdekében ugrás közben lehatja nagy fülét. A hátsó lába meghosszabbodott, növelve az ugrás erejét. A megnyúlt lábtőcsont gondoskodik az erő hatásos átviteléről helyből ugrás esetén. A lapított, járópárnás ujjaknak köszönhetően a fülesmaki fára mászáskor jobb fogást talál. Amikor a szenegáli fülesmaki ugrik, bozontos farka segíti az iránytartásban és az egyensúlyozásban.

## Életmódja
A szenegáli fülesmaki társas lény. Az éjszakai pihenőt csoportokban töltik, de táplálékszerzéskor kisebb családokat alkotnak. Tápláléka rovarok, virágok, virágpor, méz, magvak, termések, gyíkok, egerek és madárfiókák.

## Szaporodása
Az ivarérettséget 8 hónapos korban éri el. A párzási időszak az esős évszak végén van, ezért a földrajzi helytől függ. A vemhesség 4 hónapig tart, ennek végén 1 vagy 2 kölyök születik. A kis szenegáli fülesmaki születésekkor 58 milliméter hosszú és 15 grammos. Az elválasztás 6 hét után történik meg. 8 hetes korukban már önállóan keresnek táplálékot.